# Герб комуни Філіпстад
Герб комуни Філіпстад (швед. Filipstads kommunvapen) — символ шведської адміністративно-територіальної одиниці місцевого самоврядування комуни Філіпстад. 

## Історія

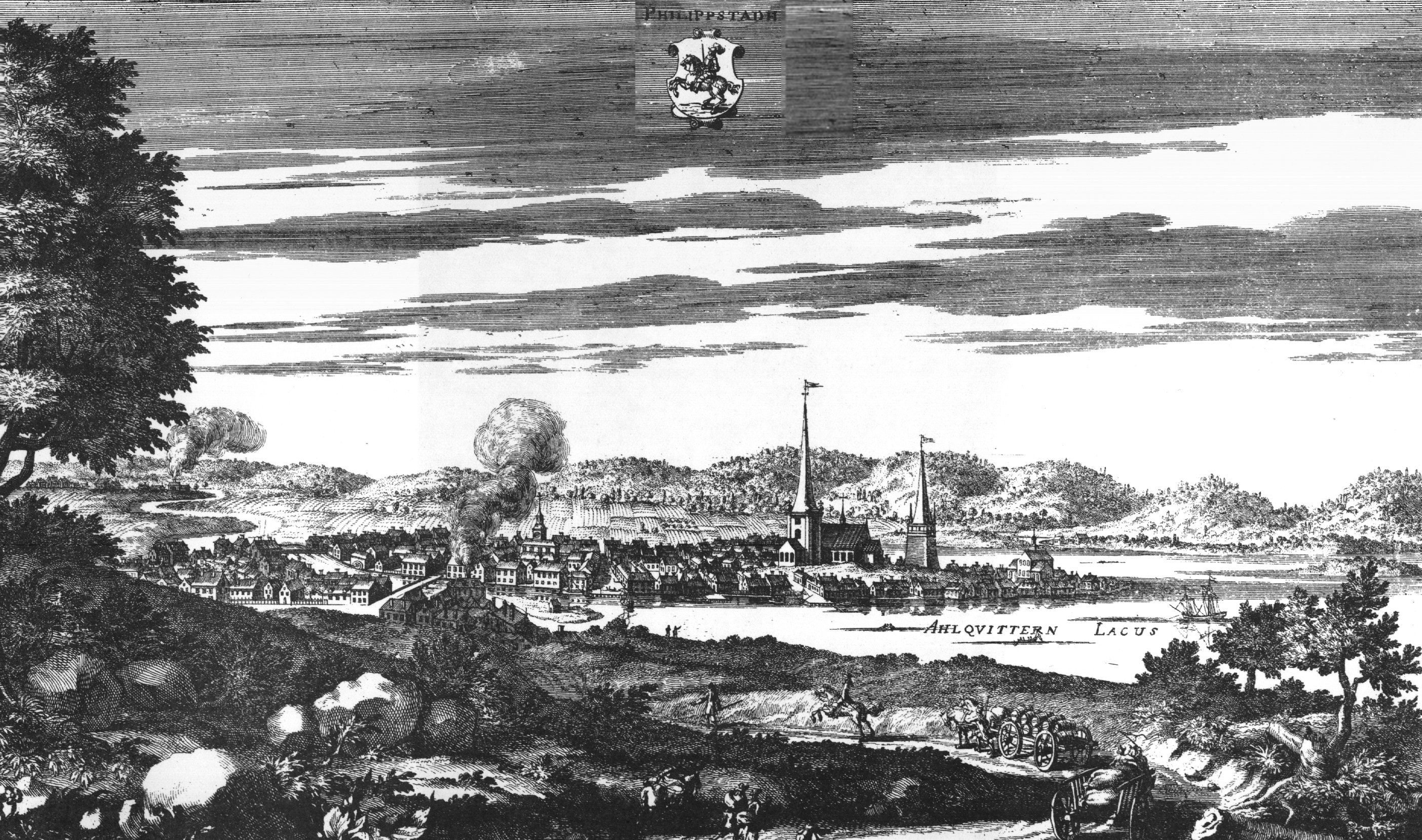
Герб на гравюрі з панорамою міста Філіпстад (біля 1700 р.)

Цей герб від XVІI століття використовувався містом Філіпстад, яке було засноване 1611 року. Герб міста Філіпстад отримав королівське затвердження 1945 року. 
Після адміністративно-територіальної реформи, проведеної в Швеції на початку 1970-х років, муніципальні герби стали використовуватися лишень комунами. Цей герб був 1971 року перебраний для нової комуни Філіпстад.
Герб комуни офіційно зареєстровано 1975 року.

## Опис (блазон)
У срібному полі на червоному коні з золотою гривою, копитами та хвостом, у такій же збруї, попоні та сідлі, їде верхи лицар у синіх латах. 

## Зміст
Сюжет герба взято з найдавнішої відомої печатки міста з документів 1634 року. Вважається, що лицар на коні уособлює вермланського герцога Карла Філіпа (молодшого сина короля Карла ІХ), на честь якого було названо місто.